# 播磨俊和
播磨 俊和（はりま としかず、1953年11月14日 - ）は、日本の裁判官。大阪高等裁判所判事、熊本家庭裁判所長を経て、2017年から神戸家庭裁判所所長を務めた。

## 人物・経歴
大阪府大阪市生まれ。一橋大学商学部卒業。1976年旧司法試験合格。1977年司法修習生（新潟）。1979年裁判官任官、千葉地方裁判所判事補。京都地方裁判所判事、大阪高等裁判所判事を経て、2005年京都家庭裁判所判事。2009年神戸家庭裁判所判事。2014年大阪家庭裁判所判事。2015年からの熊本家庭裁判所長在任中は熊本地震への対応にあたった。その後、2017年から神戸家庭裁判所所長を務めた。